# JDB 엔터테인먼트
JDB 엔터테인먼트(영어: JDB ENTERTAINMENT)는 2015년에 KBS 개그맨 김대희(대표)가 창립한 연예 기획사이다. 설립 당시에는 JD브로스(영어: JDBROS)였으나 2016년 4월에 JDB엔터테인먼트(영어: JDB ENTERTAINMENT)로 사명을 변경하였다. 주사업인 코미디 매니지먼트 외에도 연기자, 가수 등을 영입하고, 컨텐츠 제작 및 공연 등을 통해 다양한 분야의 사업에 진출하며 종합엔터테인먼트회사로 시장을 확장하게 되었다.

## 소속 연예인

### 개그맨/개그우먼
- 김대희 (대표)
- 김준호
- 김지민
- 유민상
- 이세진
- 김민경
- 김태원
- 홍윤화
- 김민기
- 박소영
- 권재관
- 홍인규
- 정명훈
- 조윤호
- 조승희
- 한윤서
- 박진호
- 박지현
- 이정인
- 대니 초
- 김두영

### BJ/유튜버
- 절대악마

### 쇼호스트
- 김미진

## 과거 소속 연예인
- 김준현
- 이수지
- 이세영
- 최서인
- 김경아
- 정지민
- 랄랄
- 박영진
- 박나래